# Shigeki Maruyama
Shigeki Maruyama (japanisch 丸山 茂樹, Maruyama Shigeki; * 12. September 1969 in Ichikawa, Präfektur Chiba) ist ein japanischer Berufsgolfer. Er ist bekannt für sein allgegenwärtiges Lächeln, das ihm zu seinem Spitznamen „Smiling Assassin“ (lächelnder Meuchler) verhalf.
Maruyama studierte an der Nihon University und wurde 1992 zum Berufsgolfer. Maruyama begann zunächst die heimische Japan Golf Tour zu bespielen und wurde rasch einer der führenden Golfer dieser Turnierserie. Zwei hervorragende Platzierungen in World Golf Championships Events im Jahre 1999 trugen wesentlich zur Qualifikation für die nordamerikanische PGA TOUR bei und seit der Saison 2000 spielt Maruyama hauptsächlich dort. Es gelangen ihm bislang drei Siege: 2001 bei der Greater Milwaukee Open, im Jahr darauf bei der Verizon Byron Nelson Classic und wieder ein Jahr später bei der Chrysler Classic of Greensboro.
Er war Mitglied des Internationalen Teams im Presidents Cup 1998 und 2000. Besonders sein Abschneiden im 1998er Event brachte Maruyama internationales Ansehen, da er eine makellose Matchbilanz von 5 Siegen aus 5 Begegnungen aufweisen konnte, ein äußerst seltenes Kunststück.
Überdies hält er einen ganz besonderen Rekord: Eine 58er Runde, erzielt am 5. Juni 2000 im Woodmont Country Club in Rockville, Maryland anlässlich eines Qualifikationsturnieres für die US Open 2000.  Dies ist eine Allzeit-Bestleistung für professionell durchgeführte Golfturniere.
All das und sein unvergängliches, typisches Lächeln machten Shigeki Maruyama zu einem der Publikumslieblinge auf der PGA Tour.

## Japan Golf Tour Siege
- 1993 Pepsi Ubekousan
- 1995 Bridgestone Open
- 1996 Bridgestone Open
- 1997 PGA Championship of Japan, Pocari Sweat Yomiuri Open, PGA Match Play Promise Cup, Golf Nippon Hitachi Cup
- 1998 PGA Philanthropy Open
- 1999 Bridgestone Open
- 2009 Golf Nippon Series JT Cup

## PGA Tour Siege
- 2001 Greater Milwaukee Open (im Playoff gegen Charles Howell III)
- 2002 Verizon Byron Nelson Classic (vor Ben Crane und Tiger Woods)
- 2003 Chrysler Classic of Greensboro (vor Brad Faxon)